# Life L190
Chronologie des modèles
Aucun Aucun
La Life L190 est une monoplace de Formule 1 engagée par l'écurie italienne Life Racing Engines dans le Championnat du monde de Formule 1 1990. Elle a été propulsée par deux moteurs : le curieux Rocchi 12 cylindres en W et le Judd 8 cylindres en V. La monoplace est pilotée par l'Australien Gary Brabham pour les deux premières courses de la saison, puis par l'Italien Bruno Giacomelli pour le reste du championnat.

## Conception du châssis L190

### Le châssis First L189 du First Racing
Le châssis de la Life L190 trouve son origine dans le châssis de la monoplace First L189. Lamberto Leoni, un pilote italien choisit de fonder sa propre écurie de Formule 3000, First Racing, et obtient ses premiers résultats en 1987. En 1988, il ambitionne de s'engager en championnat du monde de Formule 1 en 1989 et demande à l'ingénieur argentin Riccardo Divila, un ancien de chez Fittipaldi Automotive, de concevoir un châssis destiné à être motorisée par un bloc V8 Judd.
Le châssis First L189 est développé à partir d'un châssis March 88B de Formule 3000 qu'engage le First Racing en championnat international. Mais, alors que le châssis est en cours de réalisation, Divila est recruté par Ligier et Leoni doit sous-traiter la construction de sa monoplace à un bureau de design et de construction milanais dirigé par Gianni Marelli, un ancien ingénieur de Ferrari et Zakspeed. Le système de suspension est confié aux soins de Ralph Bellamy, ancien ingénieur chez McLaren, Fittipaldi et March. La L189, motorisée par un bloc Judd, fait ses premiers tours de roues à l'occasion du Attilio Bettega Memorial, une course-démonstration qui se tient en marge du salon de l'automobile de Bologne.
Leoni présente sa monoplace au crash test d'homologation de la FIA mais la L189 ne répond pas aux spécifications et Leoni ne peut donc pas confirmer son inscription au championnat du monde. Il jette l'éponge et retourne en F3000. Leoni revend son étude de développement du châssis First L189 à Ernesto Vita.

### Le châssis Life L190
L'ingénieur italien Gianni Marelli met aux normes de la Formule 1 le châssis First L189 qui est rebaptisé Life L190. L'accouplement châssis-moteur est réalisé en février 1990, quelques semaines avant le début de la saison. La L190 dispose d'une coque en carbone d'un moteur W12 accouplé à une boîte de vitesses longitudinale. La suspension avant est à poussoirs et les combinés amortisseurs sont disposés sur l'auvent. La suspension arrière est elle aussi à tirants et les combinés sont installés verticalement le long de la boîte de vitesses,.
La L190, inspirée des March et Benetton à coque étroite semble aussi dangereuse à piloter que sa devancière avec notamment ses entrées d'air au niveau des épaules du pilote, laissant celui-ci exposé aux chocs.

## Conception du moteur W12

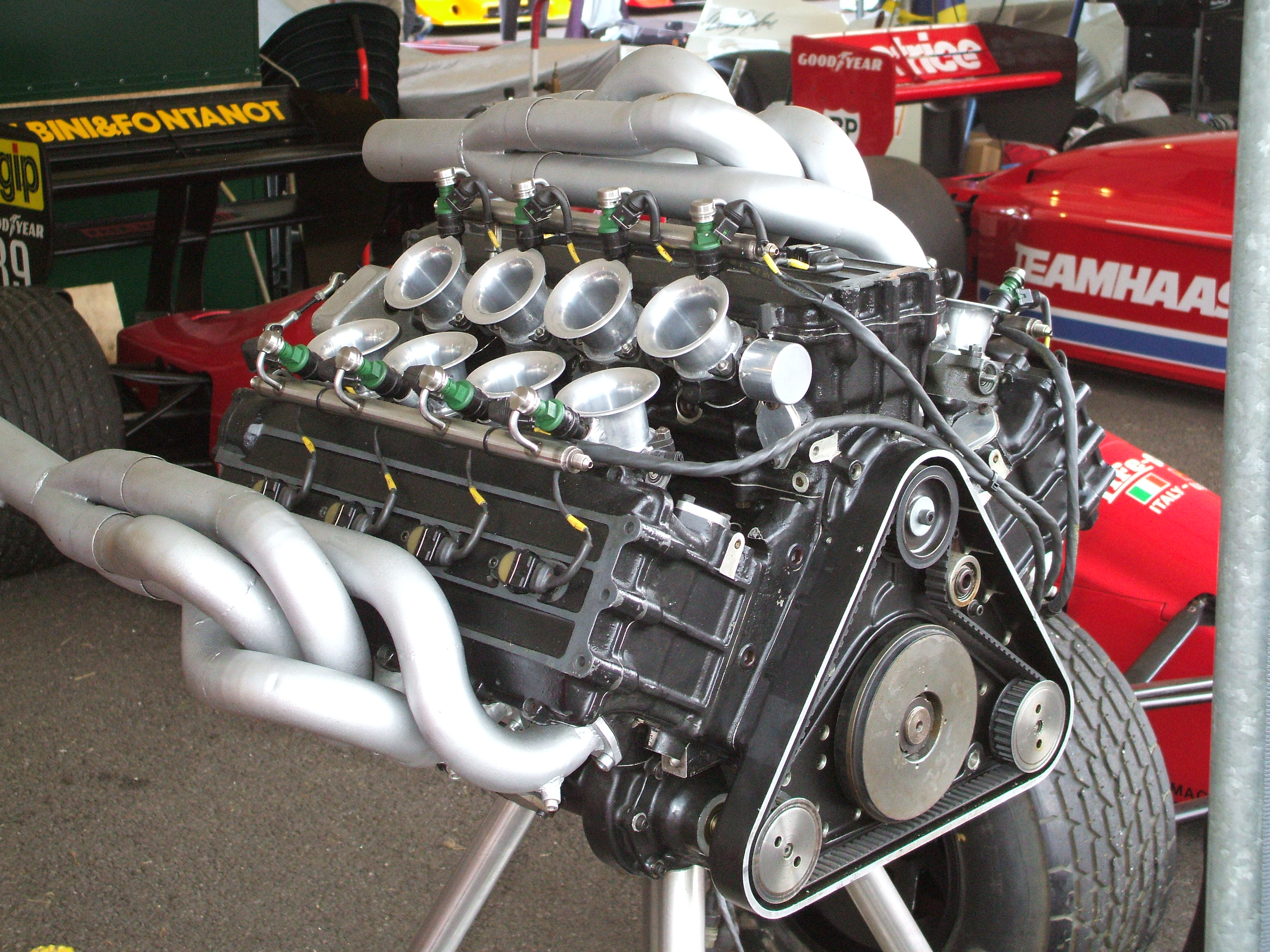
Le moteur Life Racing Engines Life-Rocchi W12 F35

Le moteur de la L190 est un inédit moteur W12 conçu par Rocchi, le bureau d'études de Franco Rocchi. Courant 1989, un premier prototype est présenté, respectant la réglementation en vigueur en Formule 1. Le bloc est un 3 493 cm3 à 12 cylindres en W à 60° qui développe 650 chevaux à un régime maximal de 12 500 tours par minute. Il adopte l'injection directe, et est doté de cinq soupapes par cylindre et quatre arbres à cames en tête. Son atout principal est sa compacité, puisqu'il ne mesure que 530 mm de long.

## Résultats en championnat du monde de Formule 1
| Saison | Écurie              | Moteur     | Pneumatiques | Pilotes          | Courses | Courses | Courses | Courses | Courses | Courses | Courses | Courses | Courses | Courses | Courses | Courses | Courses | Courses | Courses | Courses | Points inscrits | Classement |
| Saison | Écurie              | Moteur     | Pneumatiques | Pilotes          | 1       | 2       | 3       | 4       | 5       | 6       | 7       | 8       | 9       | 10      | 11      | 12      | 13      | 14      | 15      | 16      | Points inscrits | Classement |
| ------ | ------------------- | ---------- | ------------ | ---------------- | ------- | ------- | ------- | ------- | ------- | ------- | ------- | ------- | ------- | ------- | ------- | ------- | ------- | ------- | ------- | ------- | --------------- | ---------- |
| 1990   | Life Racing Engines |            | Goodyear     |                  | USA     | BRÉ     | SMR     | MON     | CAN     | MEX     | FRA     | GBR     | ALL     | HON     | BEL     | ITA     | POR     | ESP     | JAP     | AUS     | 0               | 20e        |
| 1990   | Life Racing Engines | Rocchi W12 | Goodyear     | Gary Brabham     | Npq     | Npq     |         |         |         |         |         |         |         |         |         |         |         |         |         |         | 0               | 20e        |
| 1990   | Life Racing Engines | Rocchi W12 | Goodyear     | Bruno Giacomelli |         |         | Npq     | Npq     | Npq     | Npq     | Npq     | Npq     | Npq     | Npq     | Npq     | Npq     |         |         |         |         | 0               | 20e        |
| 1990   | Life Racing Engines | Judd V8    | Goodyear     | Bruno Giacomelli |         |         |         |         |         |         |         |         |         |         |         |         | Npq     | Npq     |         |         | 0               | 20e        |

Légende : ici 